# Von Dratelnscher Park
Koordinaten: 53° 33′ 5,5″ N, 10° 4′ 50,8″ O

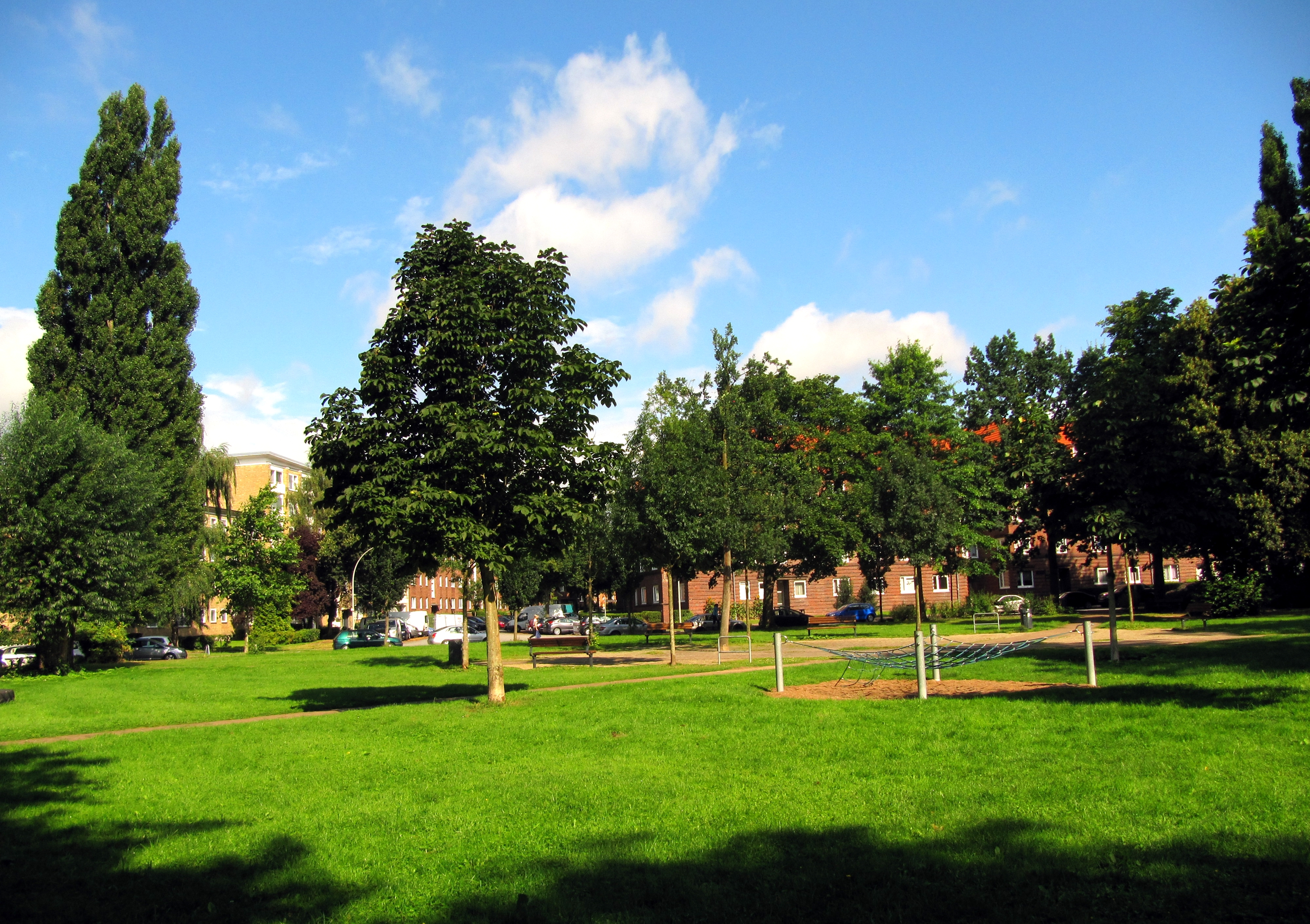
Von Dratelnscher Park (2016)

Der von Dratelnsche Park (anhörenⓘ) (amtliche Schreibweise; häufige Falschschreibung „Von-Dratelnscher Park“ oder gelegentlich „Von-Drateln’scher Park“) ist eine öffentliche Grünfläche im Stadtteil Horn im Bezirk Hamburg-Mitte. Er wurde durch Neu- und Umgestaltung des bisherigen „Parks am Bauerberg“ in den Jahren 2008 und 2009 geschaffen. Die Familie „von Drateln“, nach der die Grünanlage ihren Namen erhalten hat, bewirtschaftete bis zum Zweiten Weltkrieg einen Gutshof am Bauerberg.

## Lage und Benennung
Der Park wird begrenzt durch die Straßen „Bauerberg“ und „Beim Pachthof“, den Bäumen hinter den Mietshäusern an der Straße „Scheteligsweg“ sowie einem Fußweg, dem „Pastor-Dubbels-Weg“, der zwischen „Bauerberg“ und „Bei der Martinskirche“ verläuft.
Benannt wurde der Park nach einem bis zu den 1940er Jahren an dessen Stelle existierenden Gutshof, der von der Familie „von Drateln“ bewirtschaftet wurde. Da es kein Hinweisschild dazu gibt, war der Sachverhalt 2013 Thema im zuständigen Regionalausschuss der Bezirksversammlung Hamburg-Mitte. Die Beratungen führten zu keinem Ergebnis, sodass der Park bis heute über keine Ausschilderung verfügt (Stand: August 2016).

## Entstehung
Der „von Dratelnsche Park“ entstand in den Jahren 2008 und 2009 als Neugestaltung des vormaligen „Parks am Bauerberg“ (bisheriger Trivialname der Grünfläche, planungsrechtlich bereits seit den 1950er Jahren „von Dratelnscher Park“ benannt) auf Betreiben der angrenzenden Kindertagesstätte „Am Bauerberg“. In Zusammenarbeit mit den Anliegern und dem Bezirksamt Hamburg-Mitte wurde eine völlig neugestaltete Grünanlage geschaffen. Im Juni 2009 wurde der Park mit einem Sommerfest eingeweiht.

## Ausstattung und Gestaltung

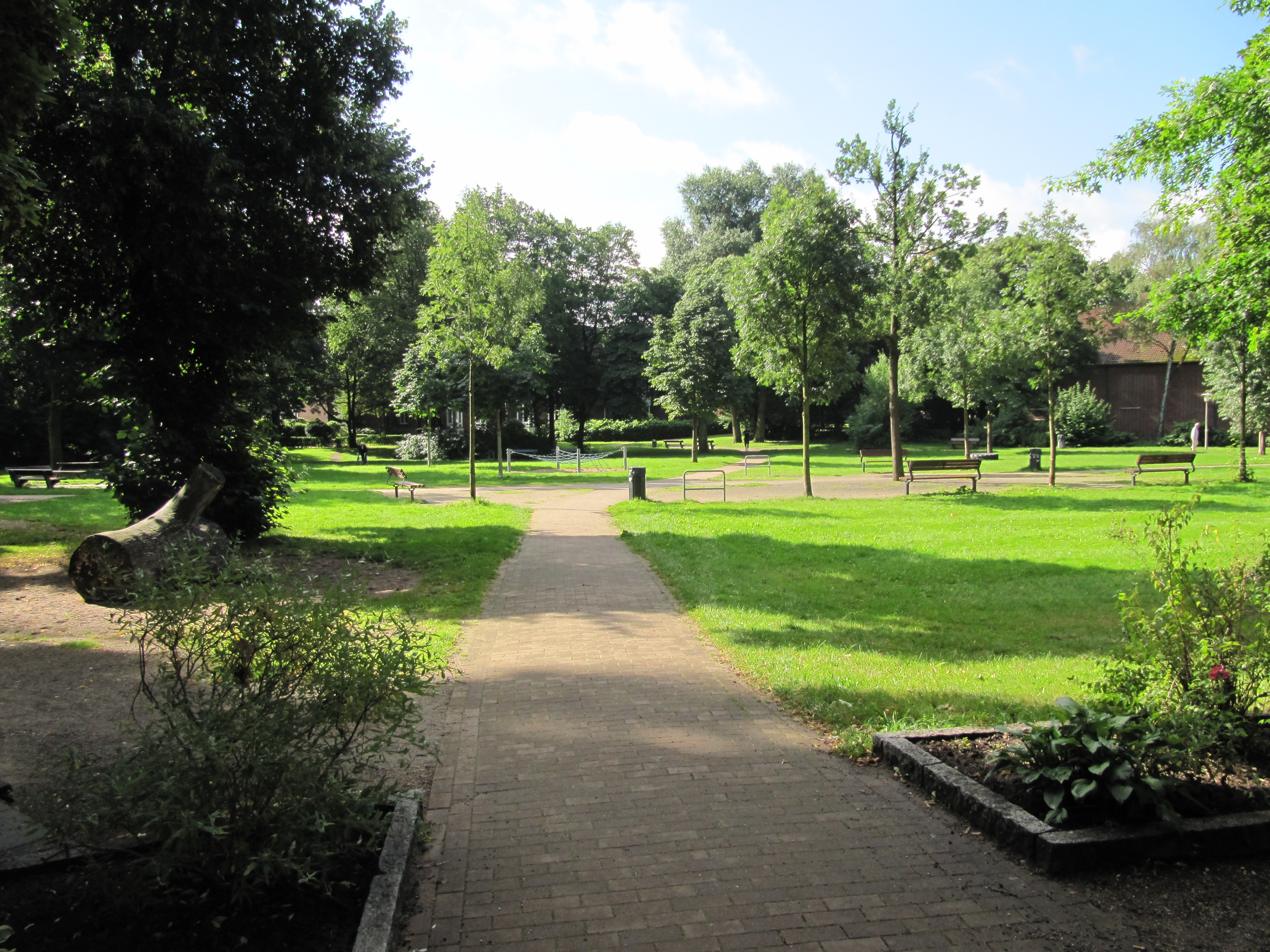
Die Fußwege kreuzen sich in der Parkmitte, wo sich auch das Kletternetz für Kinder befindet (2016)

Während der vormalige „Park am Bauerberg“ von hochgewachsenen Nadelbäumen umschlossene Grünfläche mit wenigen Bänken war, wurde bei der Neuanlage darauf geachtet, dass der Park von allen Seiten einsehbar und zugänglich ist. Der Park hat nun nur einzelne Bäume und ansonsten freie Sichtachsen; zwei Fußwege kreuzen sich in der Parkmitte, ein dritter Fußweg kreuzt den Park hälftig. Die Anzahl der Sitzbänke und Mülleimer wurde deutlich erhöht gegenüber dem vorherigen Zustand.

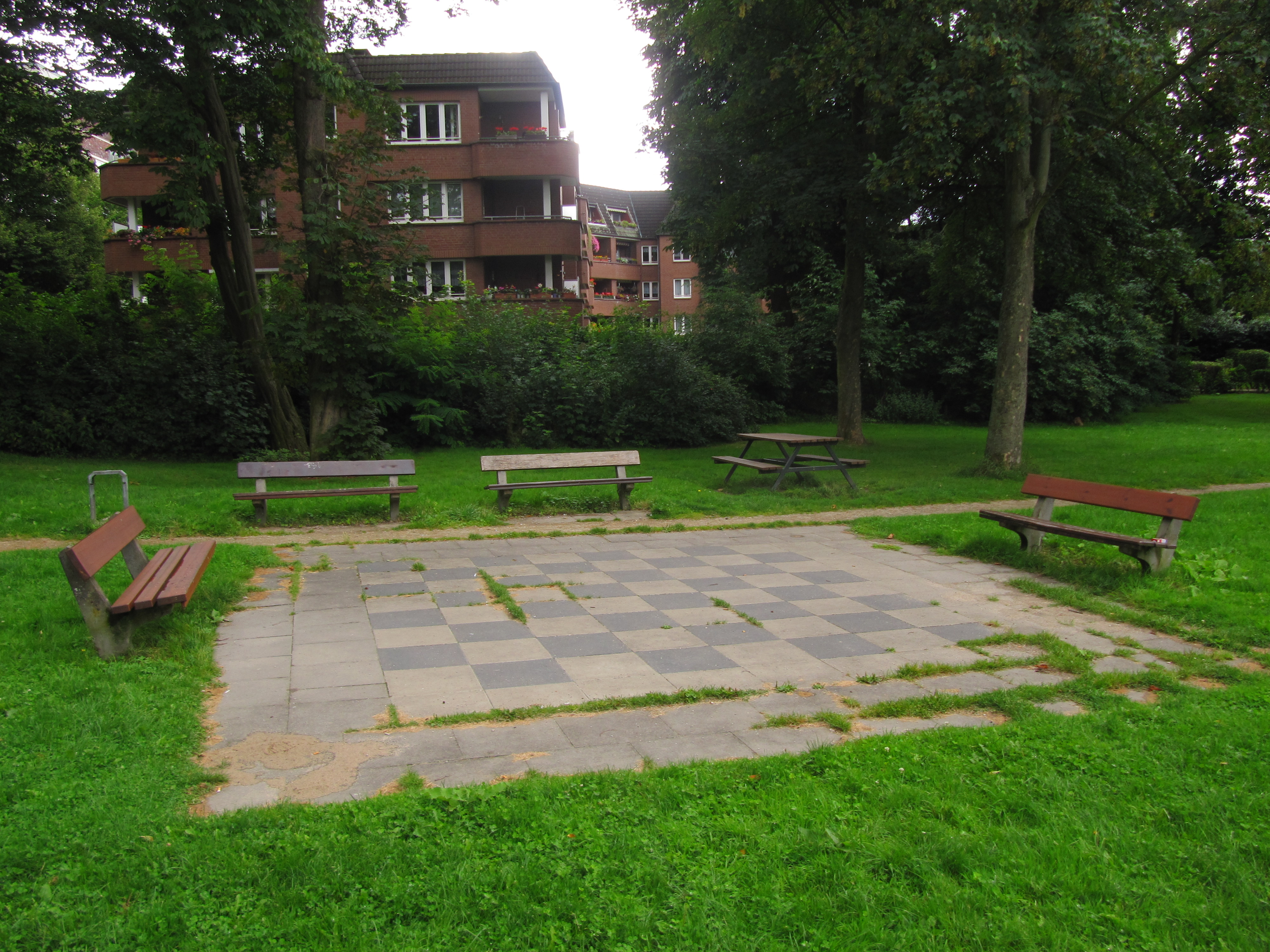
Freiluftschach-Bereich mit Sitzbänken; im Hintergrund die Rückseite der Wohnhäuser am Scheteligsweg (2016)

Der „von Dratelnsche Park“ besitzt darüber hinaus einen Sandkasten, eine Doppelschaukel, einen großen Autoreifen sowie ein niedriges Kletternetz als Spielgeräte für Kinder. Für Erwachsene gibt es eine Fläche für Freiluftschach mit Bänken.

## Rechtliche Vorschriften
Gemäß dem Hundegesetz von 2006 gilt für die Mitnahme von Hunden auf das Parkgelände Leinenzwang. Dieses wird jedoch regelmäßig missachtet; ergänzend mangelt es im Park an Tütenspendern für Hundekot. Beide Missstände sind mehrfach Gegenstand lokaler Presseberichterstattung gewesen. Es gibt keine Öffnungszeiten; sofern die Nachtruhe eingehalten wird, ist der Park jederzeit nutzbar.